# Über quantentheoretische Umdeutung kinematischer und mechanischer Beziehungen
"Über quantentheoretische Umdeutung kinematischer und mechanischer Beziehungen" foi um artigo científico considerado um avanço na área da mecânica quântica, escrito por Werner Heisenberg.
Apareceu na publicação Zeitschrift für Physik em Setembro de 1925, e estabeleceu as fundações para a mecânica matricial, mais tarde desenvolvida por Max Born e Pascual Jordan.